# Rainer Eppelmann

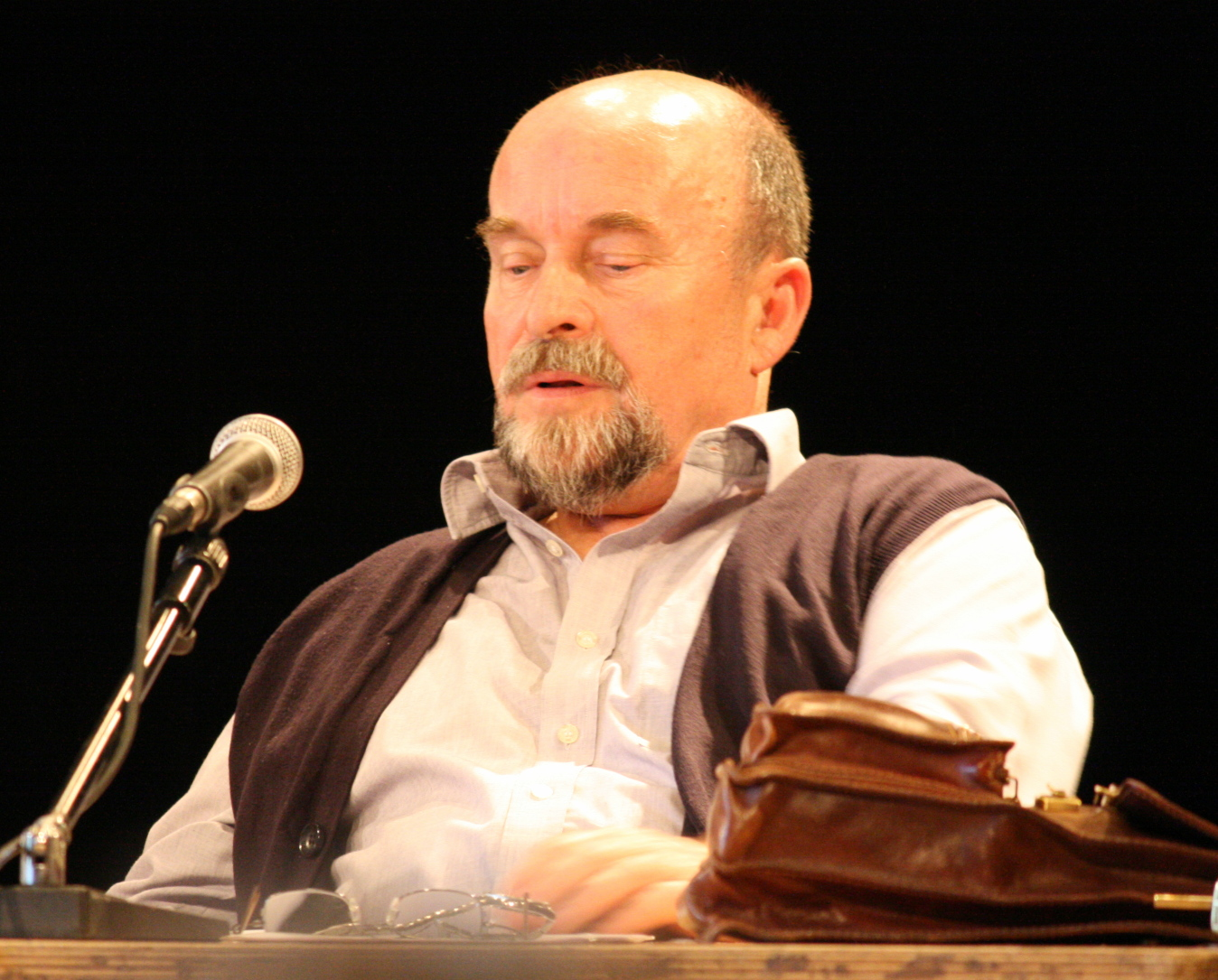
Rainer Eppelmann (2008)

Rainer Eppelmann (* 12. Februar 1943 in Berlin) ist ein deutscher evangelischer Pfarrer, ehemaliger DDR-Bürgerrechtler und Politiker (DA, CDU). Nachdem er innerhalb der DDR Bekanntheit als Oppositioneller erlangt hatte, war er 1990 Minister für Abrüstung und Verteidigung in der letzten DDR-Regierung. Von 1990 bis 2005 war er Mitglied des Deutschen Bundestages. Seit 1998 ist er Vorsitzender der Bundesstiftung zur Aufarbeitung der SED-Diktatur.

## Leben und Wirken
Rainer Eppelmann wuchs als Sohn eines Zimmerers im Ostteil der zerstörten, aber noch nicht endgültig geteilten Stadt Berlin auf. Sein Vater war SS-Unterscharführer und Wächter in den Konzentrationslagern Buchenwald und Sachsenhausen. Seine Mutter war zuerst im Bund Deutscher Mädel (BDM) und trat dann als Postbeamtin in die NSDAP ein. Der Vater blieb zeitlebens ein entschiedener Antikommunist.
Eppelmann besuchte ein Gymnasium im Westen Berlins und musste mit der 11. Klasse wegen des Mauerbaus den Schulbesuch abbrechen. Wegen Nichtmitgliedschaft in der FDJ war es ihm in der DDR nicht möglich, zur Abiturprüfung anzutreten. Deshalb konnte er seinen damaligen Berufswunsch, Architekt zu werden, nicht verwirklichen. Er arbeitete zunächst als Dachdeckergehilfe, bevor er 1962 bis 1965 eine Facharbeiterausbildung als Maurer absolvierte. Eppelmann verweigerte 1966 den Dienst an der Waffe in der Nationalen Volksarmee (NVA) sowie die Ablegung des Fahneneides. Wegen Befehlsverweigerung wurde er daraufhin zu einer achtmonatigen Freiheitsstrafe verurteilt.
Eppelmann studierte Theologie am Berliner Theologischen Seminar Paulinum und beendete 1974 das Studium mit dem ersten und zweiten Examen. Die Ordination folgte 1975. Von 1974 bis 1979 war er zunächst Hilfsprediger, dann Pfarrer in der Berliner Samariterkirchengemeinde im Ostberliner Bezirk Friedrichshain und gleichzeitig Kreisjugendpfarrer in Friedrichshain.
In den 1980er Jahren plante das Ministerium für Staatssicherheit (MfS) die Ermordung des oppositionellen Pfarrers. Eppelmann sollte bei einem fingierten Autounfall durch technische Manipulationen an seinem Auto sterben. Beide Anschläge schlugen jedoch fehl. Das MfS verübte keine weiteren Attentate; in Polen war es nach massiven nationalen und internationalen Protesten gegen die Ermordung des oppositionellen katholischen Priesters Jerzy Popiełuszko zur Verurteilung der Mörder gekommen, die aus der polnischen Staatssicherheit kamen. Für internationale Aufmerksamkeit sorgte es 1988/89, als Rainer Eppelmann in seinen Dienst- und Privaträumen mit Hilfe westlicher Technik Abhörtechnik des MfS aufspürte und dies in westlichen Medien öffentlich gemacht wurde.
Eppelmann lebt in Berlin und war mehrere Male verheiratet.  Am 27. Dezember 1969 ging er eine Ehe mit Eva-Maria Strauth ein. Am 11. Juni 1988 ließen sie sich scheiden, heirateten unmittelbar nach der Wende erneut, doch die Beziehung scheiterte später ein zweites Mal. Insgesamt gingen aus beiden Ehen fünf Kinder hervor.

## Politische Biographie

### In der DDR

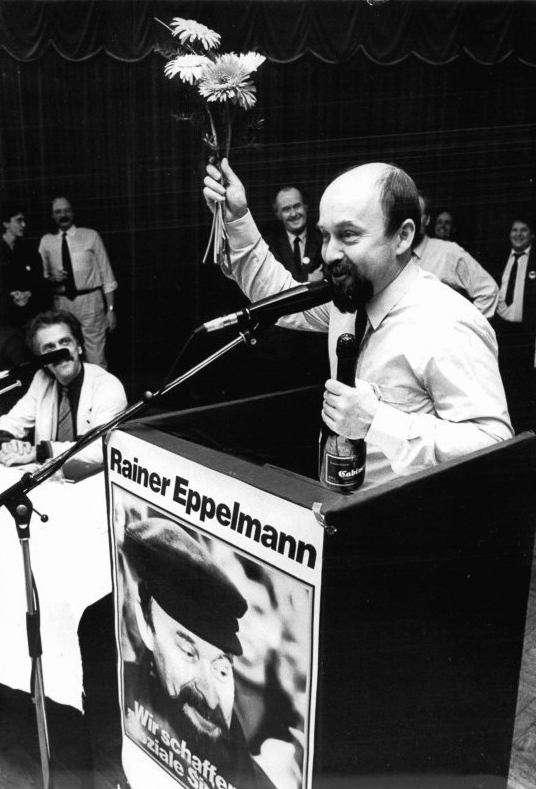
Rainer Eppelmann 1990 nach der Wahl zum Vorsitzenden des Demokratischen Aufbruchs

Eppelmann engagierte sich in der DDR-Opposition. In den 1980er Jahren kümmerte er sich um unangepasste Jugendliche; aus der ganzen DDR kamen sie zu seinen als legendär geltenden, seit 1979 stattfindenden Bluesmessen in der Ost-Berliner Samaritergemeinde. Zum Teil geheim, teilweise für den „innerkirchlichen Gebrauch“ genehmigt, wurden innerhalb der Oppositionsgruppen der DDR Zeitschriften und Texte, die der Arbeitskreis Information unter Leitung von Thomas Welz und Rainer Eppelmann herausgegeben hatte, verbreitet. Im Januar 1982 riefen er und Robert Havemann im Berliner Appell zur Abrüstung in Ost und West auf.
Er war Gründungs- und Vorstandsmitglied des Demokratischen Aufbruchs (DA). Vor der ersten und auch letzten freien Wahl in der DDR 1990 war Eppelmann als Vertreter der Opposition Mitglied des zentralen Runden Tisches sowie später auch Minister ohne Geschäftsbereich im Kabinett Hans Modrow. Nach Enthüllungen über die Stasitätigkeit des DA-Vorsitzenden Wolfgang Schnur kurz vor der ersten freien Wahl zur Volkskammer der DDR am 18. März 1990 trat Schnur zurück und Eppelmann wurde zunächst kommissarischer und dann gewählter Vorsitzender der Partei. Bei dieser Volkskammerwahl trat der DA im Rahmen der Allianz für Deutschland an, die sich für eine rasche Wiedervereinigung Deutschlands einsetzte. Diese Listenverbindung mit der CDU der DDR und der DSU war auf Initiative und unter Vermittlung des Vorsitzenden der West-CDU, des Bundeskanzlers Helmut Kohl, zustande gekommen. Der DA erhielt schließlich weit abgeschlagen nur 0,9 % der Stimmen, war jedoch dank der Verbindung mit der insgesamt siegreichen Allianz für Deutschland mit vier Abgeordneten in der Volkskammer vertreten.
Vom 18. März 1990 bis zu deren Auflösung im Zuge der Deutschen Einheit am 2. Oktober 1990 war er Mitglied der Volkskammer der DDR und Minister für Abrüstung und Verteidigung im Kabinett von Lothar de Maizière. Angesichts seiner Berufung zum Minister entschied sich Eppelmann für einen Wohnsitz in Berlin. Dieser wurde im Mai 1990 von Mitarbeitern der Hauptnachrichtenzentrale des Ministeriums für Nationale Verteidigung umfangreich nachrichtentechnisch ausgebaut. Im Sommer 1990 ordnete Eppelmann die Vernichtung der Akten der Militäraufklärung der NVA an. Er war der Ansicht, damit zu Recht „einer strafrechtlichen Verfolgung der Mitarbeiter dieser Behörde entgegenzuwirken“.
Mit der Fusion des DA mit der CDU im August 1990 wurde er Mitglied der CDU, die im September 1990 mit der CDU der Bundesrepublik Deutschland zur CDU Deutschlands fusionierte. Außerdem wurde er Mitglied in der CDA (Arbeitnehmerflügel der Union) und war von 1994 bis 2001 Bundesvorsitzender der CDA. Die CDA wählte ihn 2001 zum Ehrenvorsitzenden.

### Nach der deutschen Wiedervereinigung

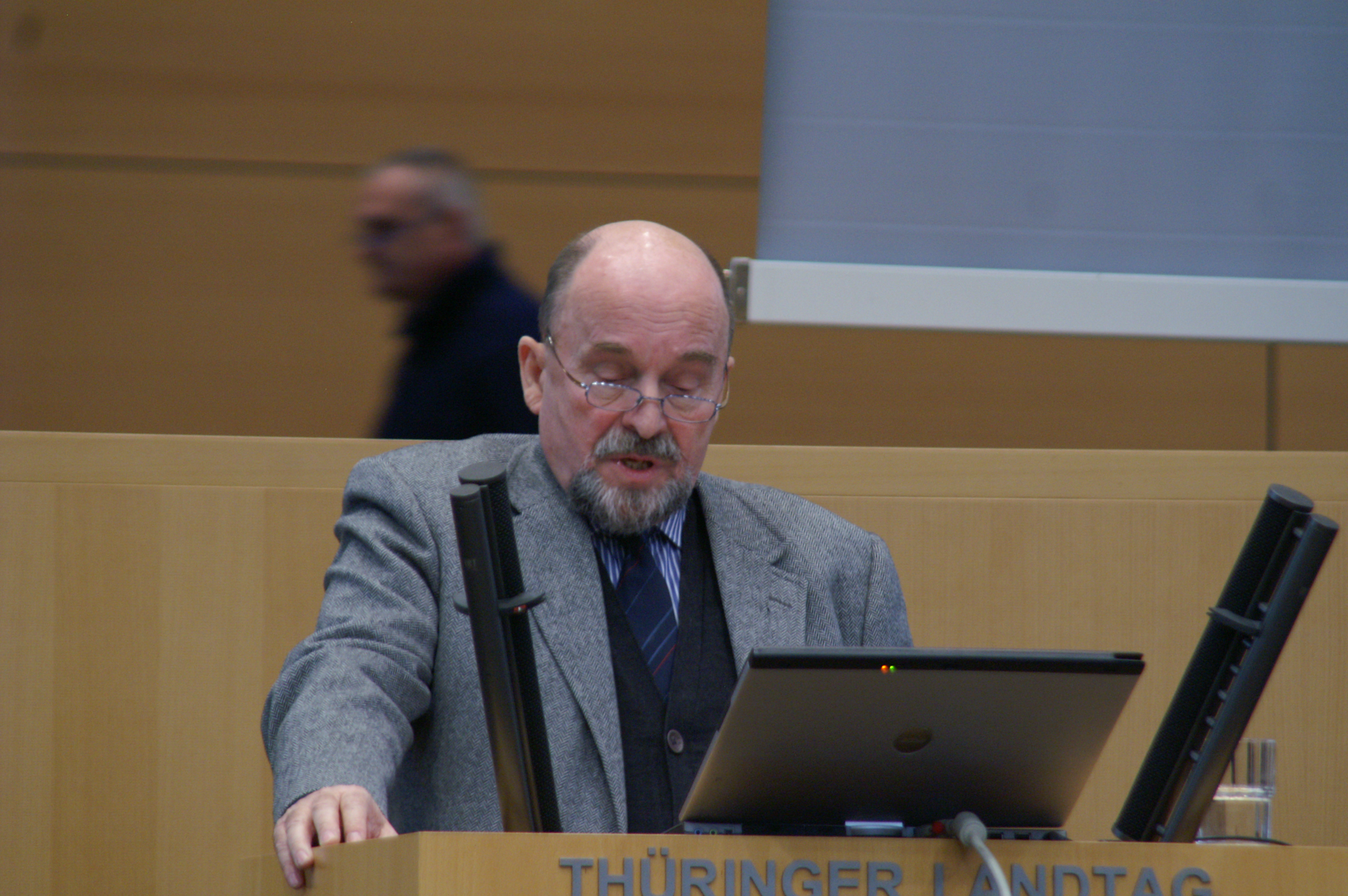
Eppelmann spricht im Thüringer Landtag beim Kongress „Zur sozialen Lage der Opfer des SED-Regimes in Thüringen“, 2008

Von der ersten gesamtdeutschen Wahl am 2. Dezember 1990 an war Eppelmann Mitglied des Deutschen Bundestages und blieb dies bis zur Bundestagswahl 2005, bei der er nicht mehr kandidierte. Er wurde 1990 für die CDU über ein Direktmandat des Wahlkreises Fürstenwalde – Strausberg – Seelow in Brandenburg gewählt. Bei den Bundestagswahlen 1994, 1998 und 2002 zog er über die Landesliste der CDU Brandenburg ins Parlament ein. Vom Bundestag wurde er zum Vorsitzenden der beiden Enquete-Kommissionen zur Aufarbeitung der Geschichte und der Folgen der SED-Diktatur gewählt.
Als im MfS-Bestand (z. T. Duplikate von) Akten der Militäraufklärung aufgetaucht waren und 1992 zur Strafverfolgung ehemaliger Mitarbeiter wegen Spionage gegen die Bundesrepublik Anlass gaben, teilte Eppelmann der Justizministerin Sabine Leutheusser-Schnarrenberger mit, er erblicke „auch im Nachhinein“ in einer derartigen Strafverfolgung einen Verstoß gegen das Rückwirkungsverbot.
Seit ihrer Gründung 1998 ist Eppelmann ehrenamtlicher Vorsitzender des Vorstandes der Bundesstiftung zur Aufarbeitung der SED-Diktatur. Er war zudem von Mai 2003 bis Oktober 2013 Mitglied des Beirates beim BStU.

#### Persönliches
Seit 2011 ist Rainer Eppelmann Schirmherr des Mauerweglaufs, einer Laufveranstaltung, die an die Opfer der ehemaligen Berliner Mauer erinnern soll, und seit 2012 Schirmherr des Berliner Schülermauerlaufs.
Zudem ist er Mitglied im Kuratorium der Hilfsorganisation CARE Deutschland.

## Auszeichnungen
- 1994: Bundesverdienstkreuz I. Klasse
- 1995: Großes Silbernes Ehrenzeichen für Verdienste um die Republik Österreich[13]
- Am 8. November 2009 wurde Rainer Eppelmann von der Vereinigung Gegen Vergessen – Für Demokratie mit dem Preis „Gegen Vergessen – Für Demokratie“ ausgezeichnet. Die Vereinigung würdigt damit Eppelmanns Verdienste für Freiheit und Demokratie in Zeiten der Diktatur und der friedlichen Revolution von 1989 und sein Engagement für die Aufarbeitung des SED-Unrechts.
- 2014 Preis der Deutschen Gesellschaft e. V.  für Verdienste um die deutsche und europäische Vereinigung.[14]
- 2019: Großes Bundesverdienstkreuz

## Schriften
- Oliver Dürkop (Hrsg.): Rainer Eppelmann: Erinnerungen und zeitgenössische Einschätzungen. Im Gespräch mit Oliver Dürkop. Mit einem Vorwort von Dietmar Herbst. wbg Academic, Darmstadt 2023, ISBN 978-3-534-27635-6.
- Gottes doppelte Spur. Vom Staatsfeind zum Parlamentarier. Hänssler, Holzgerlingen 2007, ISBN 978-3-7751-4707-1 (zweite Autobiographie).
- Zwei deutsche Sichten. Ein Dialog auf gleicher Augenhöhe. Hrsg. von Christian v. Ditfurth, Bock, Bad Honnef 2000. ISBN 3-87066-780-X.
- Fremd im eigenen Haus. Mein Leben im anderen Deutschland. Kiepenheuer & Witsch, 1993, ISBN 3-462-02279-2 (erste Autobiographie)
- Wendewege: Briefe an die Familie. Hrsg. von Dietmar Herbst, Bonn 1992. ISBN 3-416-02367-6.